# Richard Kruspe
Richard Z. Kruspe, nascido Sven Kruspe, (Wittenberge, 24 de junho de 1967) é um guitarrista alemão, atual guitarrista da banda Rammstein e Emigrate.

## Biografia
Em 10 de Outubro de 1989, antes da queda do Muro de Berlim, ele foi andando até o metrô, e quando estava perto, ele encontrou-se no meio de uma manifestação política. Ele foi atingido na cabeça e preso apenas por estar ali, e jogado na prisão por seis dias. Uma vez fora da prisão, ele decidiu deixar a Alemanha Oriental. Naqueles dias, ninguém podia deixar a Alemanha Oriental, por isso ele entrou na Alemanha Ocidental através da Checoslováquia. Quando o muro caiu, ele voltou para a Alemanha Oriental.
Em uma entrevista de 2014 com a Metal Hammer, ele comentou sobre sua vida na Alemanha Oriental, afirmando: "O que acontece na Alemanha Oriental é que era maravilhoso crescer lá, até você ter 12 anos. Era mostrado a você a ilusão de uma sociedade muito saudável, que funcionava a não ser que você fizesse perguntas - e você não faz perguntas até ter 12 anos."
Ele diz que, com 12 ou 13 anos tinha um caráter muito agressivo, por isso, seus pais tomaram a decisão de fazê-lo participar de esportes, o que o levou à luta. Ele passou sete anos no boxe, um esporte que fez ele expelir toda a sua agressividade. Richard é uma pessoa intensa, que tem mudanças de humor drásticas e rápidas.
Trabalhou de caixa e como empregado de cozinha. É um dos fundadores da banda Rammstein, ao lado de Christoph Schneider, tocando guitarra. O seu primeiro grupo chamava Orgasm Death Gimmick. Gosta de bandas como AC/DC e Black Sabbath. Fala inglês, língua que aprendeu ao ler revistas. A letra da música "Engel" foi escrita por ele. Tem um projeto paralelo chamado Emigrate, com  quatro álbuns lançados.

### Carreira
Em 1989, entediado com a cena musical apática de sua cidade natal. Ele se mudou para Berlim Oriental e viveu em Lychener Straße, onde "fez  música o dia inteiro." Por dois anos, Richard morou em um apartamento com um kit de bateria e uma guitarra, onde ele fazia música por si mesmo porque ele não conhecia ninguém lá. De acordo com Kruspe "Foi um momento solitário", mas ele foi usado para explorar a música.
Rammstein foi formado em 1994, quando Richard, que vivia com Oliver e Schneider, na época, estava à procura de uma nova banda para criar um novo estilo de música. Ele havia deixado sua primeira banda, Orgasm Morte Gimmick em busca de novos companheiros de banda.

### Vida pessoal
Richard tem duas irmãs mais velhas. Os seus pais são divorciados e sua mãe voltou a casar, tendo Richard convivido com o padrasto. Quando era mais jovem foi lutador de Luta Greco-Romana e chegou a ser campeão na Alemanha Oriental. Seu verdadeiro nome é Zven, nome de batismo, mas mudou para Richard. É divorciado do primeiro casamento, tendo casado novamente com a atriz e modelo, Caron Bernstein, a 29 de outubro de 1999 e adotado o último nome de sua mulher, "Bernstein". Em 2004, Caron e Richard se separam e ele retirou o nome "Bernstein".
Richard tem uma filha chamada Khira Li Lindemann, nascida no dia 28 de fevereiro de 1991. Seu último nome é "Lindemann" porque sua mãe foi casada com o vocalista do Rammstein, Till Lindemann e nunca retirou o sobrenome. Em 1992, nasce Merlin Besson, segundo filho de Richard, fruto de um outro relacionamento, nascido no dia 10 de dezembro de 1992. A sua filha, Khira, aparece no concerto Live Aus Berlin.
Em 2011 ele deixou Nova York, porque "não é o ambiente certo para a próxima parte da minha vida" e mudou-se de volta para Berlim. Foi também nessa mesma época que Richard anunciou que se tornaria pai pela terceira vez.
No dia 28 de Setembro de 2011, nasce o terceiro filho de Richard, uma menina, chamada Maxime Alaska Kruspe Bossieux, fruto de seu relacionamento com Margaux Bossieux, ex-baixista da banda punk de Nova York, Dirty Mary. De acordo com a ex-mulher de Richard, Caron Bernstein, um dos motivos para o divórcio era um caso entre Kruspe e Bossieux, sua melhor amiga na época. Bossieux estava envolvida na gravação do álbum de estreia do Emigrate. Ela e Kruspe parecem ter tido um relacionamento novamente ao longo dos anos, porém, atualmente, Kruspe está em um relacionamento com a modelo letã Olga de Mar. A mesma aparece no vídeo da música "You Can't Run Away".

## Discografia

### Com o Rammstein
Álbuns de estúdio
- Herzeleid (1995)
- Sehnsucht  (1997)
- Mutter (2001)
- Reise, Reise (2004)
- Rosenrot (2005)
- Liebe Ist Für Alle Da (2009)
- Rammstein (2019)
- Zeit (2022)

DVDs
- Live Aus Berlin (1999)
- Lichtspielhaus (2003)
- Völkerball - (2006)
- In Amerika - (2015)
- Paris - (2017)

### Com o Emigrate
- Emigrate (2007)
- Silent So Long (2014)
- A Million Degrees (2018)
- The Persistence of Memory (2021)